# Эктопия
Эктопия (др.-греч. ἔκτοπος — смещённый) — нарушение развития; термин используется в медицине и биологии.

## В медицине
Смещение органа или ткани в необычное место, часто в соседние полости тела или наружу. Эктопия может быть врожденным пороком развития либо же может быть следствием повреждения тканей в результате травмы. Некоторые, но не все, виды эктопий могут быть устранены хирургическим вмешательством.
Известные виды эктопии:
- Эктопическая беременность
- Эктопия шейки матки
- Эктопия сердца
- Эктопия яичка
- Эктопия хрусталика
- Эктопия почек[англ.]
- Эктопия мочевого пузыря наружу
- Эктопия селезёнки в плевральную полость при грыже

## В молекулярной биологии
- Эктопическая экспрессия[англ.] — экспрессия генов в необычном месте организма.